# داميان بار
داميان بار (بالإنجليزية: Damian Barr)‏ هو صحفي بريطاني، ولد في 20 يوليو 1976 في Newarthill ‏ في المملكة المتحدة.